# 프린시페 데 베르가라역
프린시페 데 베르가라 역(스페인어: Principe de Vergara)은 마드리드 지하철의 역이다. 2호선과 9호선이 지나는 환승역이다. 마드리드 살라망카 구의 고야 지구에 위치해 있으며, 알칼라 거리와 프린시페 데 베르가라 거리가 만나는 교차로 지하에 자리잡고 있다. 요금구역상으로는 A구역에 속한다.

## 역사
2호선 승강장은 1924년 6월 14일에 영업에 들어갔다. 알칼라 거리에서 프린시페 데 베르가라 거리와 만나는 교차로의 동쪽에 위치해 있으며 비교적 얕은 깊이에 자리잡고 있다. 대합실은 승강장 서쪽으로 나 있다. 프랑코 정권 시절에는 '헤네랄 몰라' (General Mola)라는 역명으로 바뀌기도 하였으나 1984년부터 지금의 이름을 되찾았다.
9호선 승강장은 70년대부터 공사에 들어갔다. 다만 1975년 이후로 지하철 운영이 침체를 겪으면서 실제 영업 시기는 한참 늦춰졌고, 1986년 2월 24일 이미 영업에 들어간 남쪽 구간과 북쪽 구간을 잇는 중간 구간이 개통되면서 비로소 문을 열게 되었다. 9호선 승강장은 프린시페 데 베르가라 거리에 위치해 있으며 2호선 승강장보다 더 깊은 곳에 자리잡고 있다.

## 환승 정보
역 주변에 시내버스 정류장이 여러 곳 있다. 경유하는 주간노선으로는 15, 29, 52, 146, 152번이 있으며 야간노선 역시 여러 노선이 다닌다.
| 마드리드 지하철                 | 마드리드 지하철       | 마드리드 지하철         |
| ------------------------------- | --------------------- | ----------------------- |
| 고야 라스 로사스                | 마드리드 지하철 2호선 | 레티로 콰트로 카미노스  |
| 누녜스 데 발보아 파코 데 루시아 | 마드리드 지하철 9호선 | 이비사 아르간다 델 레이 |